# Endmoränenlage „Höhe 585,1“ zwischen Gunzenweiler und Litzelmannshof
Das Gebiet Endmoränenlage „Höhe 585,1“ zwischen Gunzenweiler und Litzelmannshof ist ein mit der Verordnung vom 10. September 1954 durch das Landratsamt Tettnang ausgewiesenes Landschaftsschutzgebiet (LSG-Nummer 4.35.017) im Norden der baden-württembergischen Gemeinde Neukirch im Bodenseekreis in Deutschland.

## Lage
Das rund 20 Hektar große Landschaftsschutzgebiet Endmoränenlage „Höhe 585,1“ zwischen Gunzenweiler und Litzelmannshof gehört naturräumlich zum Westallgäuer Hügelland und liegt auf einer Höhe zwischen rund 550 und 585,1 m ü. NHN. Es erstreckt sich im Norden des Neukircher Ortsteils Gunzenweiler, östlich von Vorderessach und westlich der Haslach und der Kreisgrenze zum Landkreis Ravensburg.

## Schutzzweck
Wesentlicher Schutzzweck ist die Erhaltung eines schlanken Rundkegels aus der Stillstandslage des Rheingletschers mit seiner landschaftlichen Schönheit und Eigenart.